# Verleskogens naturreservat
Verleskogens naturreservat eller Verle gammelskog är ett naturreservat i skogsområdet Risveden i Hålanda socken cirka 7 km nordost om Skepplanda i Ale kommun.

## Beskrivning
Reservatet omfattar 85 hektar och utgörs av delar av byn Verles gamla skog. Skogen i området har relativt hög ålder, och många tallar är mer än 200 år gamla. I områdets nordöstra hörn finns sjön Stora Ljusevattnet. Mindre sjöar i reservatet är Lilla Ljusevattnet och Svartevattnet.
Förutom naturvärdet, så är reservatets tillkomst resultatet av ett unikt samarbete mellan myndigheter och ideella krafter. Strax innan markägarens beslut om avverkning av området skulle verkställas, så skrevs kontrakt med stiftelsen Ett klick för skogen 19 mars 2008 om inköp, där köpesumman måste betalas inom ett år. Med hjälp av stiftelsens webbsida kom betalningsmedel in från olika delar av världen, bland annat USA och Australien. Då slutdatum närmade sig hade stiftelsen fått in drygt tre miljoner kronor, men eftersom det fortfarande saknades några miljoner kronor så sköts pengar till från Ale kommun, Västkuststiftelsen, Naturvårdsverket och Fältbiologerna för att täcka mellanskillnaden med Ett klick för skogens insamlade belopp, och 18 mars 2009 var Verleskogen inköpt och räddad från avverkning.
Naturreservatet invigdes officiellt 29 maj 2010. Området förvaltas av Västkuststiftelsen.

## Bilder

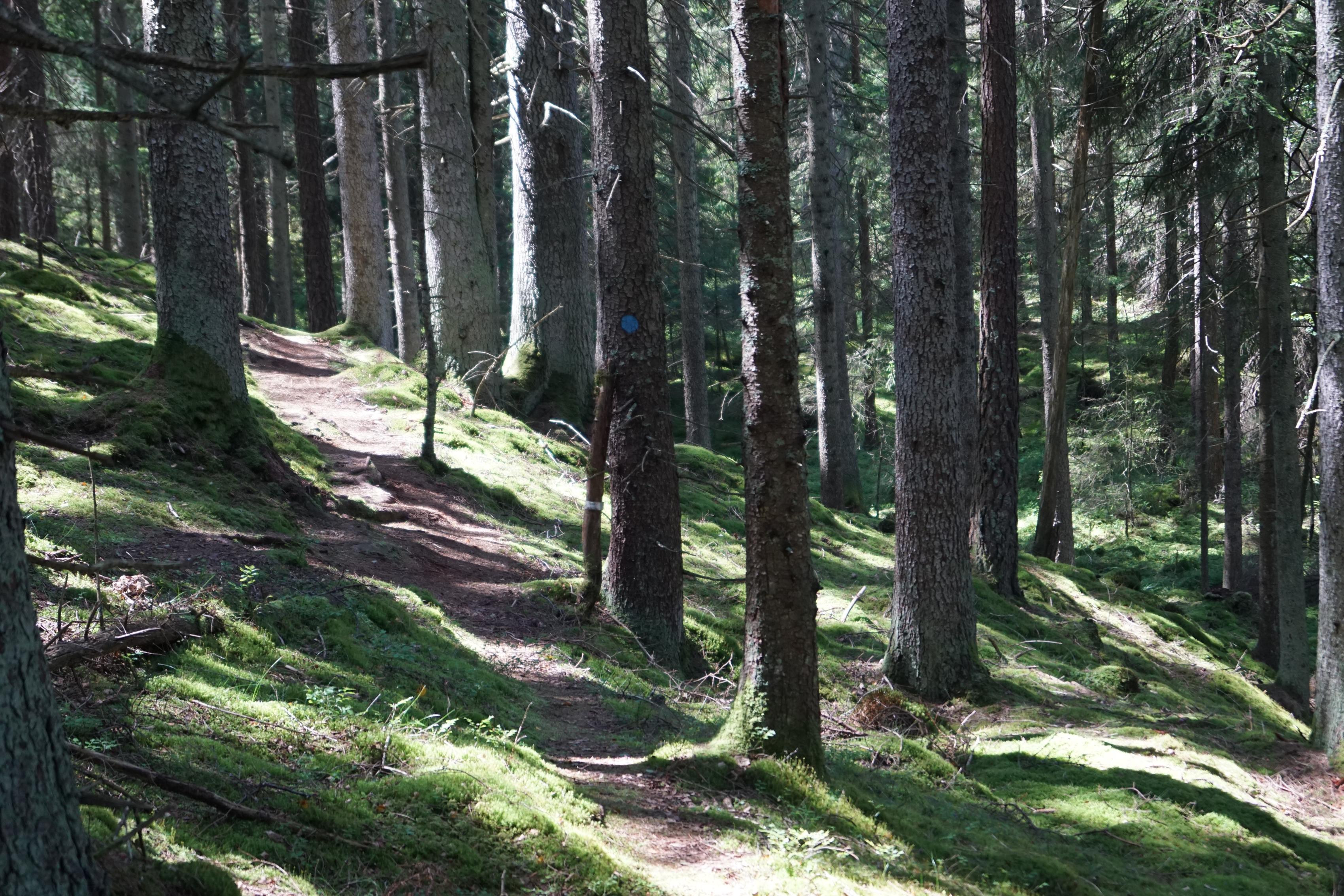
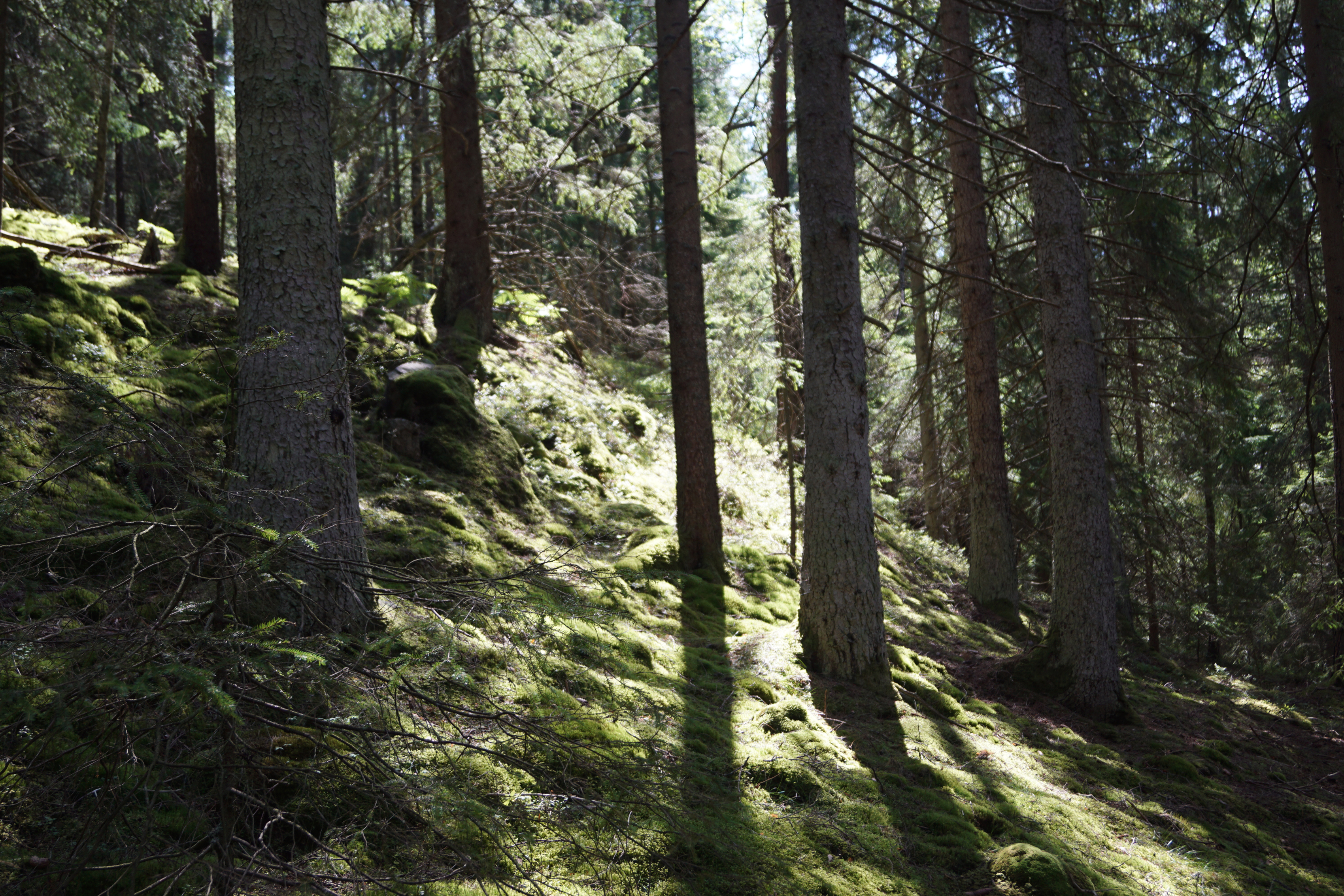
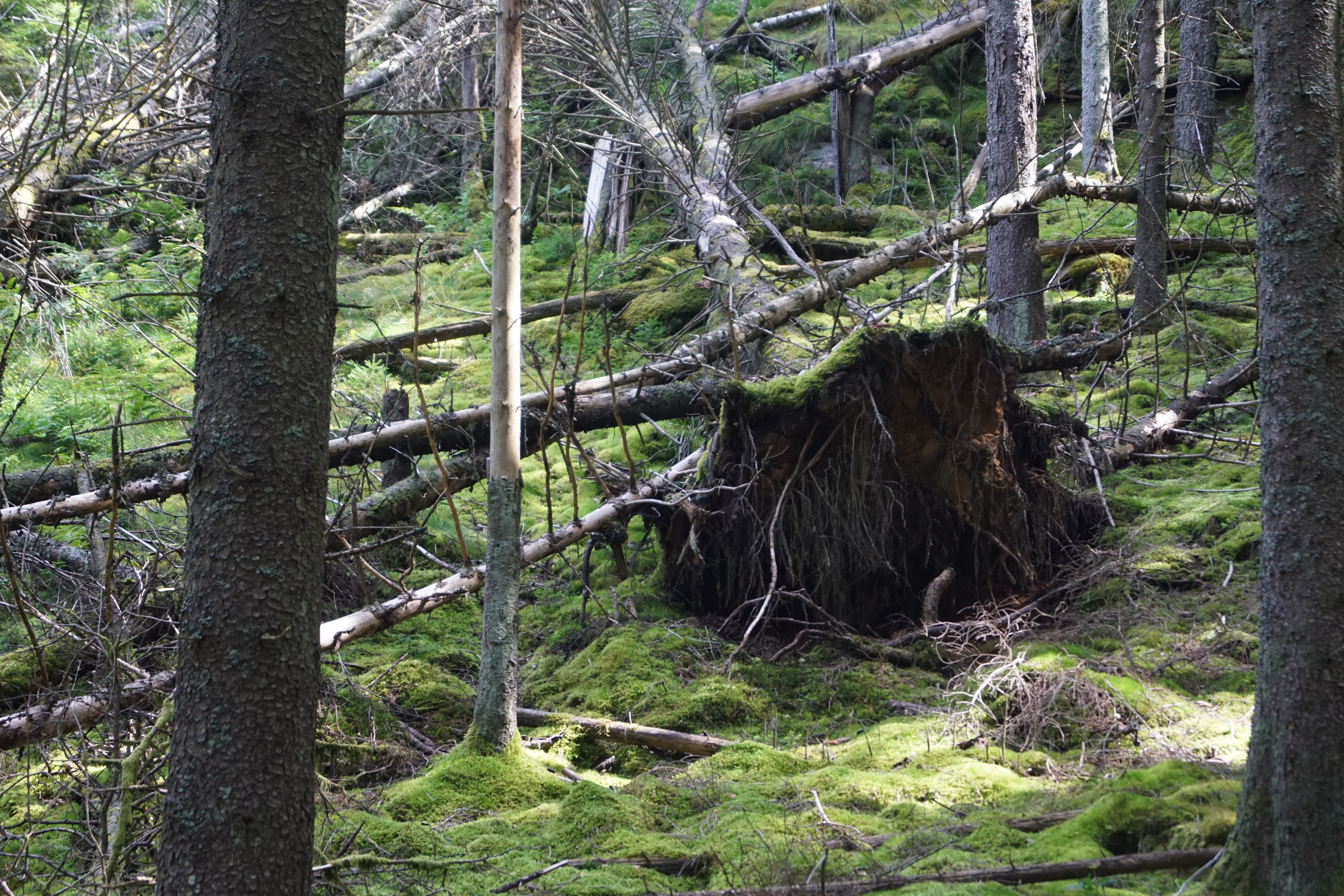